# Matthäuskirche (Mannheim)

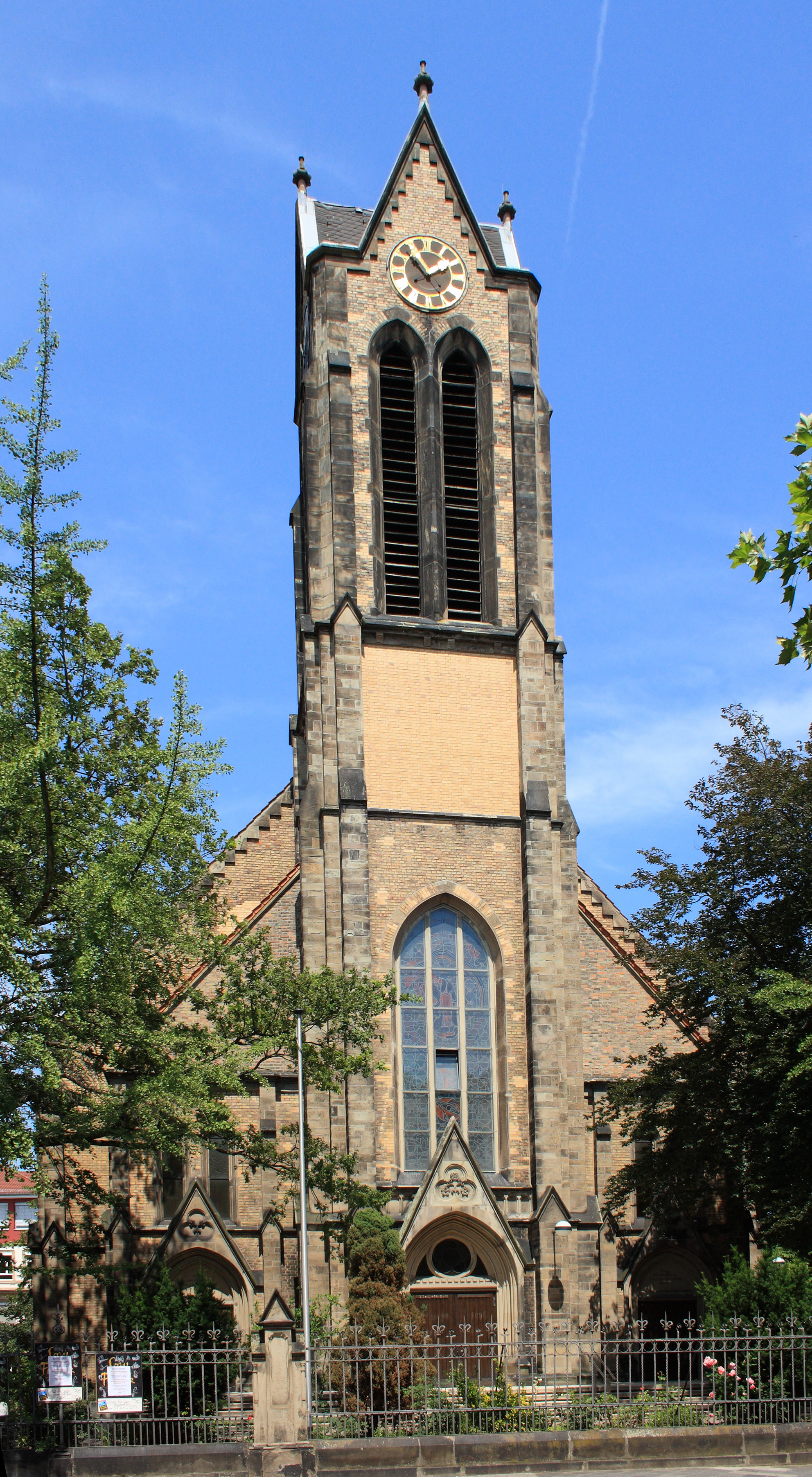
Matthäuskirche

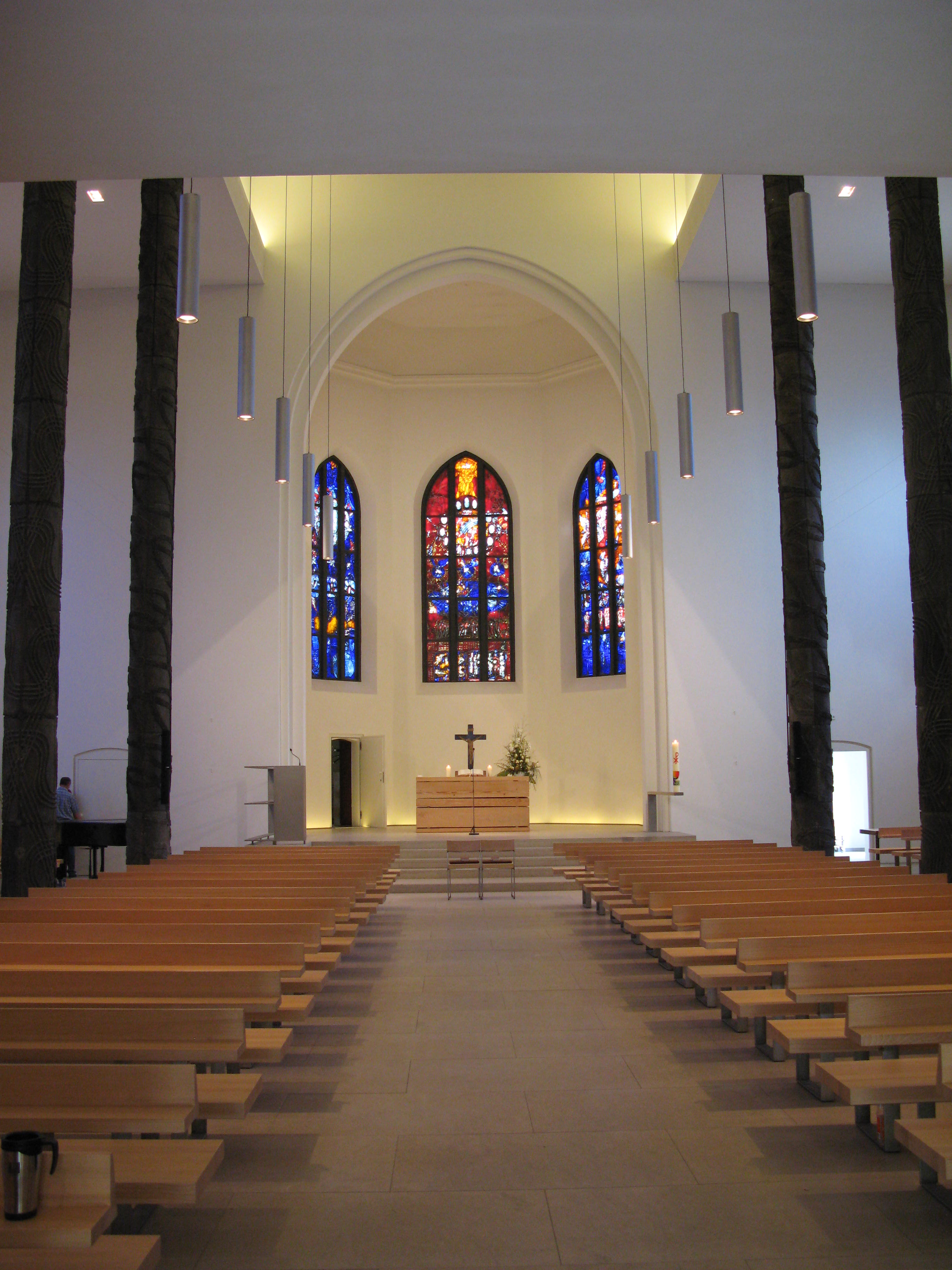
Matthäuskirche, Innenraum

Die Matthäuskirche ist eine heute evangelische Kirche im Mannheimer Stadtteil Neckarau. Sie wurde zwischen 1891 und 1893 von Hermann Behaghel im neugotischen Stil erbaut und ist bereits der vierte Kirchenbau an dieser Stelle.

## Geschichte
Eine Kirche in Neckarau wurde erstmals im 9. Jahrhundert erwähnt. Das Wormser Synodale von 1496 führte aus, dass sich in der Pfarrkirche St. Martin neben dem Hochaltar zwei Seitenaltäre befanden, die Maria und St. Aegidius geweiht waren. Nach der Einführung der Reformation 1556 unterlag die Kirche, wie die gesamte Kurpfalz, vielfachen Religionswechseln, ehe sie 1705 bei der Pfälzischen Kirchenteilung endgültig den Reformierten zugesprochen wurde.
Baufälligkeit sowie steigende Einwohnerzahlen gegen Ende des 18. Jahrhunderts führten zu dem Wunsch eine größere Kirche zu errichten. Zwischen 1789 und 1792 wurde das alte Schiff abgerissen und neben dem gotischen Turm, der vermutlich aus dem 15. Jahrhundert stammte und ein ähnliches Aussehen hatte wie der Kirchturm der Feudenheimer Kirche St. Peter und Paul, ein neues von einem Walmdach bedecktes Schiff erbaut. 1821 wurden die Reformierten, die in Neckarau anders als in den meisten anderen Landesteilen die Mehrheit stellten, und die Lutheraner in der „Vereinigten Evangelisch-protestantischen Kirche im Großherzogthum Baden“ zusammengeschlossen.
Die Industrialisierung und der damit einhergehende Zuzug von Arbeitern führten zum Ende des 19. Jahrhunderts zu einem rasanten Wachstum der Bevölkerung. Vor der Eingemeindung zu Mannheim 1899 war Neckarau so das größte Dorf in Baden geworden und die Kirche erneut zu klein. Nach längeren Diskussionen wurde die alte Kirche komplett abgerissen. Da die politische Gemeinde auch das benachbarte Rathaus aufgab und an anderer Stelle einen Neubau errichtete, wurde die Chance genutzt, zur Hauptstraße ausgerichtet, eine neue große Kirche zu bauen. Nach den Plänen von Hermann Behaghel wurde der Bau zwischen 1891 und 1893 errichtet und am 2. August 1893 eingeweiht. Bei den Bauarbeiten stieß man auf die Fundamente von drei Vorgängerbauten. Die Orgel baute die Firma Walcker (Ludwigsburg). Die vier Glocken mit den Tönen cis, dis, f und gis wurden nach Petrus, Johannes, Paulus und Jakobus benannt.
Die drei großen Glocken mussten 1917 im Ersten Weltkrieg abgegeben werden. Auch die kleine Bronzeglocke verkaufte man 1922 und beschaffte ein neues Geläut. Nachdem der Name Martinskirche seit dem Neubau nicht mehr benutzt worden war, bürgerte sich in den 1920er Jahren die Bezeichnung Matthäuskirche ein. Die beiden sich aus der Neckarauer Muttergemeinde herausentwickelnden Pfarreien in den Neubaugebieten, erbauten später die Lukaskirche und die Markuskirche. Mit der Johanniskirche in Mannheim-Lindenhof wurden die vier benachbarten Kirchen somit nach den vier Evangelisten benannt. 1937 wurde die Kirchengemeinde Neckarau in die Gesamtkirchengemeinde Mannheim eingegliedert. Zuvor verließ im Jahr 1934 Pfarrer Johann Georg Fehn die Matthäusgemeinde. Der ehemalige Landtagsabgeordnete war von den Nationalsozialisten angefeindet worden, weil er vor der Reichstagswahl 1933 riet, nicht die NSDAP zu wählen. Ihm folgte Erich Otto Kühn, der bis 1972 Pfarrer an der Matthäuskirche sein sollte und als Gründer der Neckarauer Liebeswerke, darunter das Johann-Sebastian-Bach-Gymnasium, in die Geschichte des Stadtteils einging.
Anfang August 1943 wurde in Anwesenheit von Landesbischof Julius Kühlewein das 50-jährige Kirchenjubiläum gefeiert. Nur eine Woche später brannte die Matthäuskirche nach einem Fliegerangriff bis auf die Außenmauern und den Turmstumpf ab. Nach dem Zweiten Weltkrieg wurde die Kirche 1948/1949 von E. W. Ziegler vereinfacht wiederaufgebaut und am 18. September 1949 von Landesbischof Julius Bender eingeweiht. 2005/06 ließ die Evangelische Stiftung Pflege Schönau das Innere der Matthäuskirche von Lamott Architekten komplett neu gestalten. 2007 verlieh die Architektenkammer Baden-Württemberg hierfür eine Auszeichnung für „Beispielhaftes Bauen“.

## Beschreibung

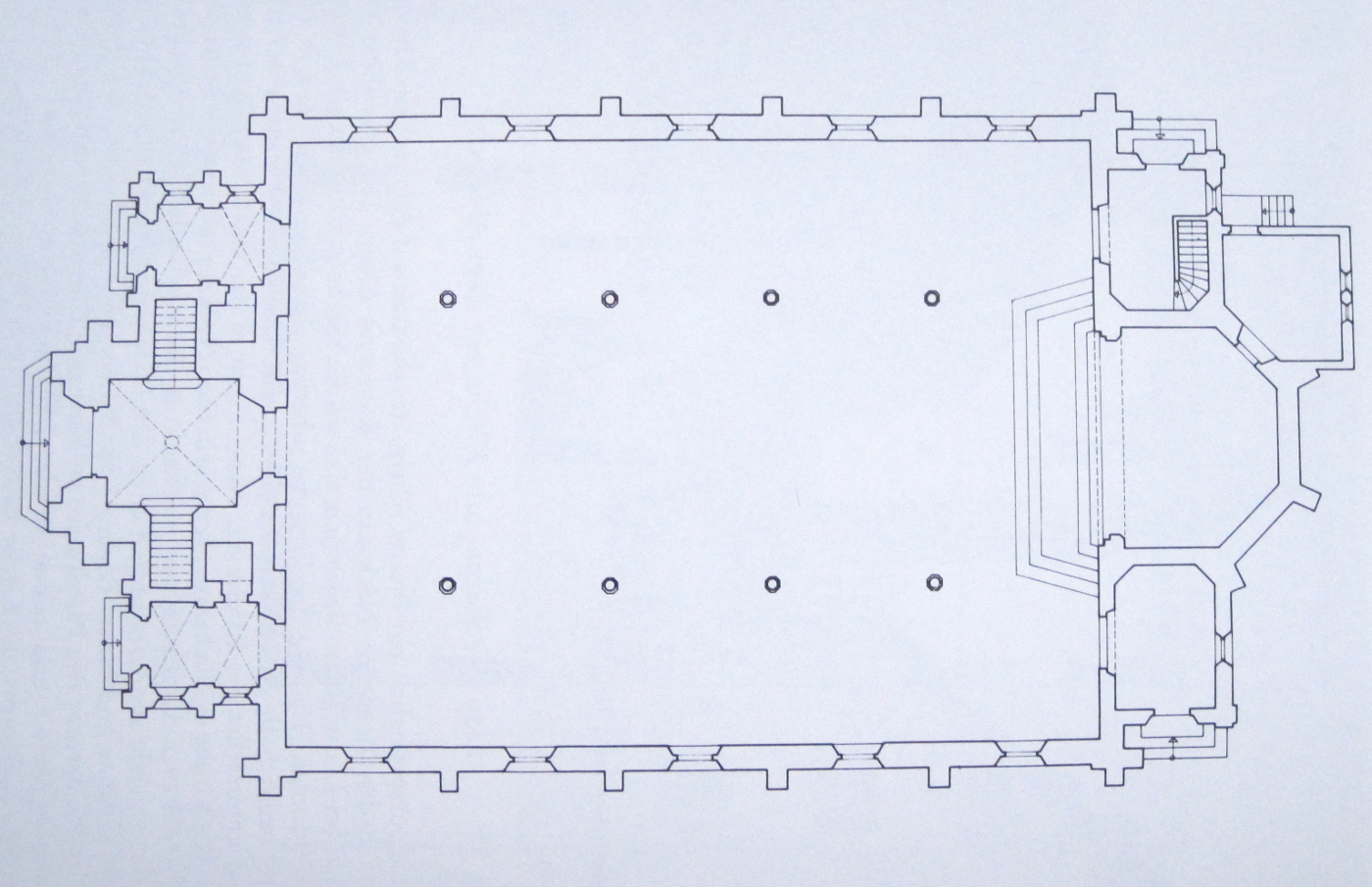
Grundriss

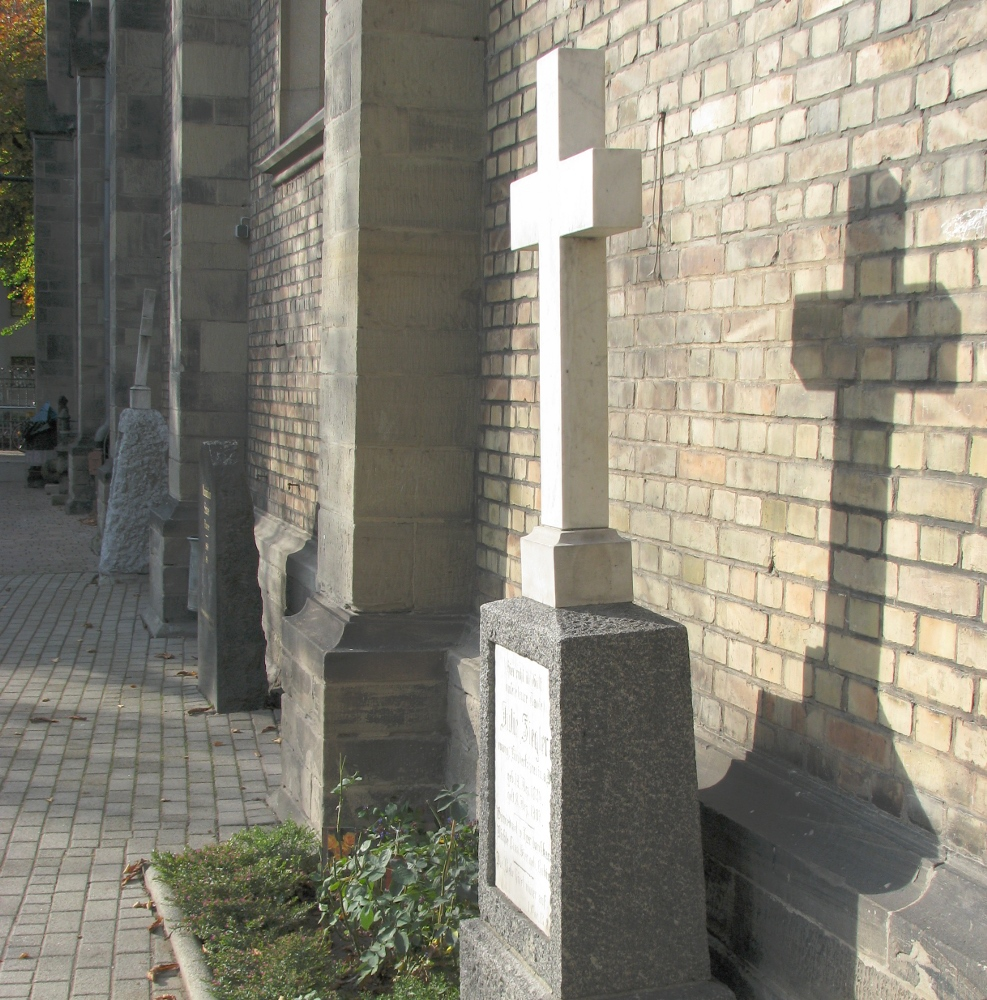
Grabsteine an der Seite

Die Matthäuskirche steht im Zentrum von Neckarau. Sie ist eine dreischiffige Hallenkirche im neugotischen Stil mit einem eingezogenen, polygonalen Altarraum. Der 38,4 Meter hohe Turm wird von einem Kreuzdach bedeckt. Die hochaufschießende, pyramidenförmige Turmspitze war nach den Zerstörungen des Zweiten Weltkriegs nicht wiederaufgebaut worden. Der gemauerte Bau hat an der Front drei Spitzbogenportale mit Wimperg-Giebeln. An den Seiten befinden sich zwei weitere Portale. Im Hauptportal ist ein Fünfpass-Fenster eingelassen, an den anderen prangen Bibelzitate.
An der Ostfassade befindet sich das Kreuz vom Turm der mittelalterlichen Kirche, eine Grabinschrift aus dem 14. Jahrhundert und Grabsteine von zwei Neckarauer Pfarrern und einer Diakonisse aus dem 19. Jahrhundert bzw. von Anfang des 20. Jahrhunderts. An der Nordseite wurden der Altar und die Kanzel aus gelbem Sandstein aufgestellt, die bei der Umgestaltung des Innenraums 2005/06 ersetzt wurden. Sie waren 1968 von dem in Neckarau geborenen Bildhauer Gustav Seitz geschaffen worden.
Die Bleiglasfenster wurden 1967 nach Entwürfen von Klaus Arnold angefertigt. Sie zeigen auf der einen Seite des Langhauses Motive aus dem Evangelium nach Matthäus: Stammbaum Jesu (Mt 1,1–17 ), Kreuzigung (Mt 27,31–56 ), Auferstehung (Mt 27,8b–10 ) und Pfingsten (Mt 28,16–20 ). Gegenüber befinden sich Motive aus dem Alten Testament: Schöpfung (1 Mos 1,27 ), Kain und Abel (1 Mos 4,1–16 ), Gottesgericht am Berge Sinai (2 Mos 20,18–22 ) und Turmbau zu Babel (1 Mos 11,1–9 ). Das zentrale Fenster des Chores zeigt aus der Offenbarung das Himmlische Jerusalem (Offb 21,2 ). Zur Seite gestellt sind: Einladung zum großen Abendmahl (Mt 22,1–14 ) und Lobpreis des Lamms (Offb 5,6–14 ). Direkt gegenüber am Hauptportal befindet sich das Motiv Thron Gottes (Offb 4 ).

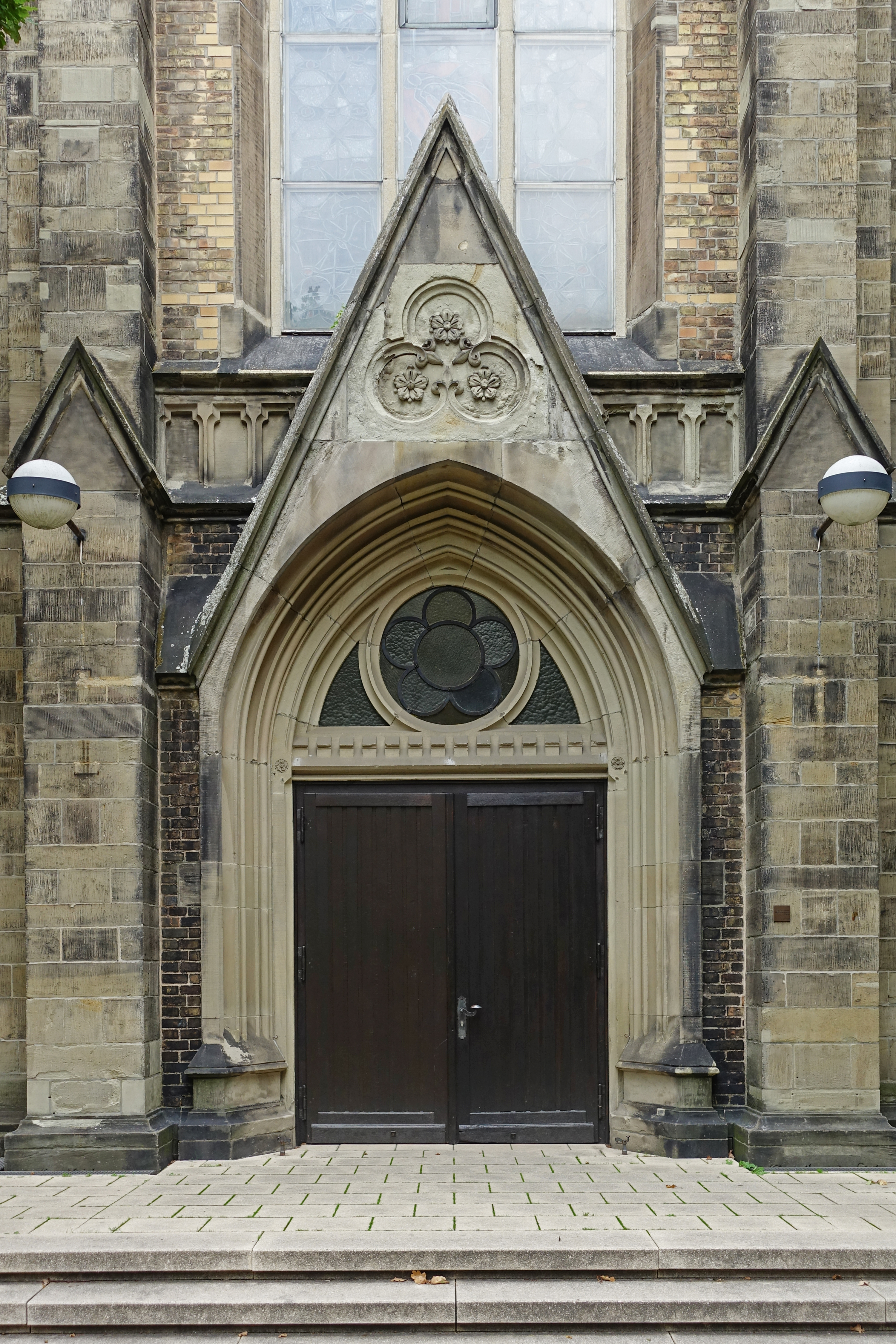
Hauptportal
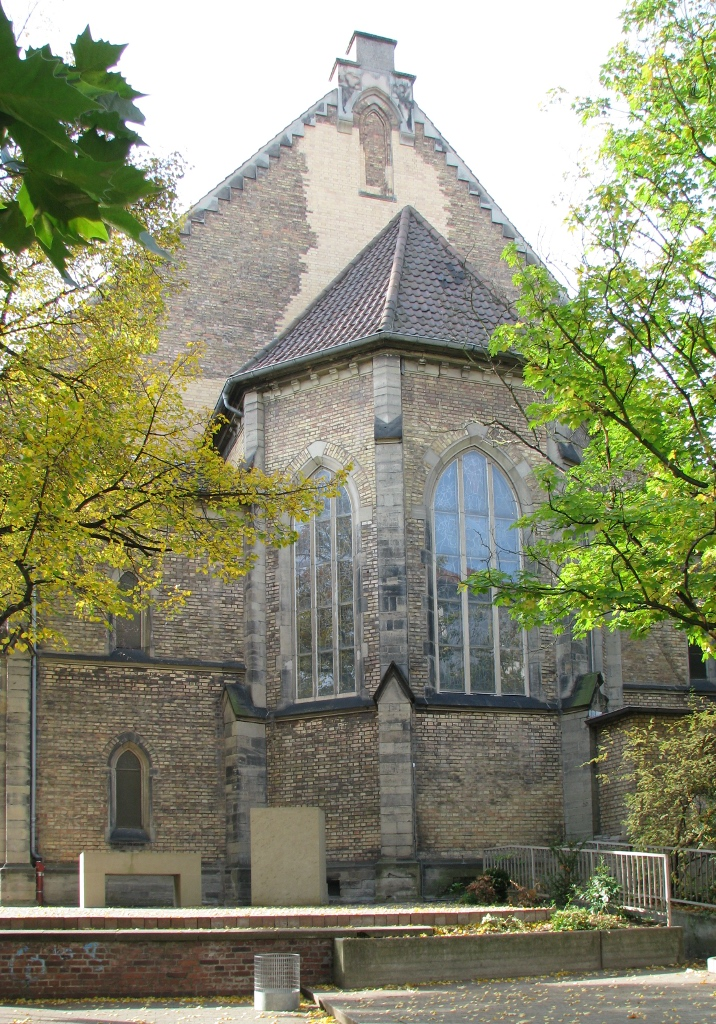
Rückseite mit ehemaligem Altar und ehem. Kanzel
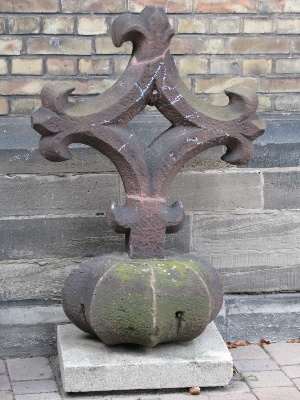
Kreuz der mittelalterlichen Kirche (14. Jahrhundert)

Im Innern verläuft im Mittelschiff ein Sandsteinbelag vom Eingang zum Altar, während in den Seitenschiffen kalksandsteinfarbener Terrazzoestrich verlegt ist. Die Schiffe werden gegliedert von acht betonummantelten Eisenstützen, die mit Ornamenten von Edzard Hobbing versehen sind. Der Altar setzt sich aus gestapelten Weißtannenbalken zusammen. Aus dem gleichen Material sind die Bänke und die Verkleidung der Rückwand, die die Orgel integriert.

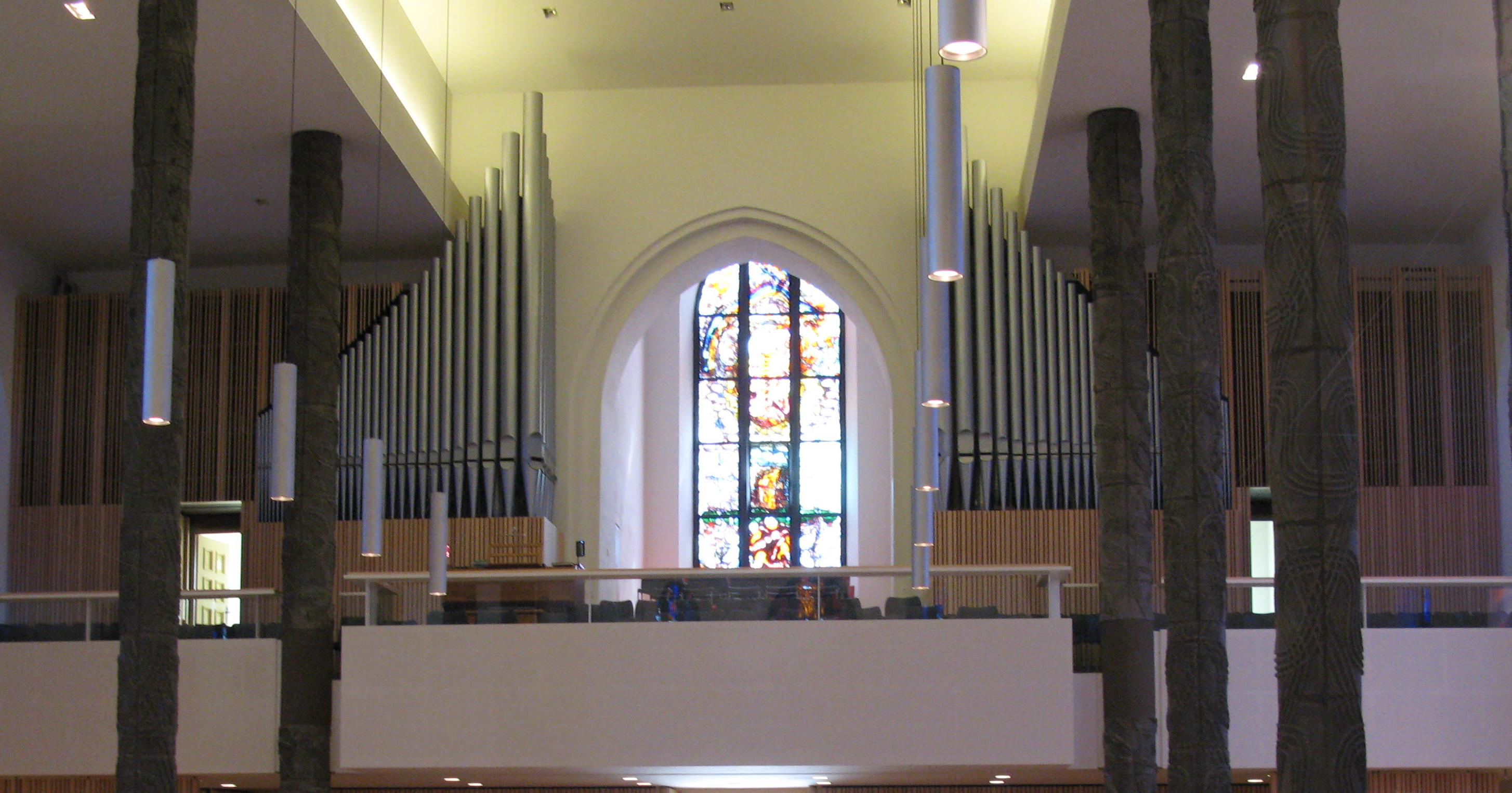
Walcker-Orgel von 1959

Die Orgel wurde 1959 von E.F.WALCKER (Ludwigsburg) als op. 3790 gebaut. Sie hat 31 Register auf Hauptwerk, Schwellwerk und Pedal mit elektrischer Schleiflade. Das ursprünglich geplante Rückpositiv wurde nicht verwirklicht. Bei der Überarbeitung des Instruments im Jahr 2006 durch Orgelbau Markus Graser (Speyer) wurde das dafür im Spieltisch vorgesehene 1. Manual zum Koppelmanual umgebaut.
Das Glockengeläut besteht aus vier Stahlglocken. Diese wurden 1922 vom Bochumer Verein gegossen.
| Glocke | Durchmesser | Gewicht | Schlagton | Inschrift                                                                           |
| ------ | ----------- | ------- | --------- | ----------------------------------------------------------------------------------- |
| 1      | 1570 mm     | 1360 kg | cis′      | Eine feste Burg ist unser Gott                                                      |
| 2      | 1390 mm     | 1056 kg | 0e′       | Gott ist die Liebe, und wer in der Liebe bleibt, der bleibt in Gott und Gott in ihm |
| 3      | 1260 mm     | 925 kg  | fis′      | Sei stille dem Herrn und hoffe auf ihn                                              |
| 4      | 1100 mm     | 606 kg  | gis′      | Aus tiefer Not schrei ich zu dir                                                    |